# Sam Farr
Pour les articles homonymes, voir Farr.
Samuel Sharon Farr dit Sam Farr, né le 4 juillet 1941 à San Francisco, est un homme politique américain membre du Parti démocrate. 
Il est élu à la Chambre des représentants des États-Unis pour le 17e district de Californie en remportant un scrutin spécial en 1993, qui visait à remplacer Leon Panetta, choisi comme directeur du Bureau de la gestion et du budget par Bill Clinton. À partir de 2013, il devient représentant du 20e district, mais annonce en 2015 ne pas être candidat à sa réélection l'année suivante.